# Melquizael Costa de Conceição
Melquizael Costa de Conceição (Porto de Moz, 14 de Setembro de 1996), mais conhecido como Melk Costa ou Melk Cauthy, é um lutador brasileiro de artes marciais mistas, atualmente competindo no peso pena do Ultimate Fighting Championship.

## Cartel no MMA
| Cartel no MMA   |             |            |
| 28 lutas        | 21 vitórias | 7 derrotas |
| Por nocaute     | 7           | 2          |
| Por finalização | 7           | 2          |
| Por decisão     | 7           | 3          |

| Res.    | Cartel | Oponente                          | Método                                 | Evento                                            | Data       | Round | Tempo | Local                          | Notas              |
| ------- | ------ | --------------------------------- | -------------------------------------- | ------------------------------------------------- | ---------- | ----- | ----- | ------------------------------ | ------------------ |
| Vitória | 21-7   | Shayilan Nuerdanbieke             | Finalização (Face Crank)               | UFC Fight Night: Perez vs. Taira                  | 15/06/2024 | 3     | 1:50  | Las Vegas, Nevada              |                    |
| Derrota | 20-7   | Steve Garcia                      | Nocaute (Cotoveladas)                  | UFC Fight Night: Song vs. Gutierrez               | 09/12/2023 | 2     | 1:01  | Las Vegas, Nevada              |                    |
| Vitória | 20–6   | Austin Lingo                      | Decisão - Unânime                      | UFC on ESPN 49 - Holm vs. Bueno Silva             | 15/07/2023 | 3     | 5:00  | Brasil                         |                    |
| Derrota | 19–6   | Thiago Moises                     | Submission (Face Crank)                | UFC 283 - Teixeira vs. Hill                       | 21/01/2023 | 2     | 4:05  | Las Vegas, Nevada              |                    |
| Vitória | 19–5   | Jose Cleiton de Melo Jr.          | Nocaute Técnico (Socos)                | LFA 147 - Melo vs. Costa                          | 18/11/2022 | 3     | 2:00  | Sloan, Iowa                    |                    |
| Vitória | 18–5   | Tom Santos                        | Nocaute Técnico                        | PC - Presas Combat                                | 20/08/2022 | 1     | 4:24  | Marília, São Paulo             |                    |
| Derrota | 17-5   | Italo Gomes                       | Decisão - Unânime                      | LFA 132 - Gomes vs. Costa                         | 13/05/2022 | 0     | 0:00  | Rio de Janeiro, Rio de Janeiro |                    |
| Vitória | 17–4   | Angel Rodriguez                   | Finalização (Mata-leão)                | PFC 42 - Predador FC 42                           | 19/03/2022 | 0     | 0:00  | Brasil                         |                    |
| Vitória | 16–4   | Leandro Santos da Silva           | Decisão - Unânime                      | Future FC - Future MMA 13                         | 24/09/2021 | 0     | 0:00  | Brasil                         |                    |
| Vitória | 15–4   | Anderson Ferreira de Souza Santos | Nocaute Técnico (Socos)                | SFT - Standout Fighting Tournament 21             | 29/02/2020 | 0     | 0:00  | Brasil                         |                    |
| Vitória | 14–4   | Jose Santana Bastos da Siqueira   | Decisão - Unânime                      | PF - Prainha Fight 01                             | 28/06/2019 | 0     | 0:00  | Brasil                         |                    |
| Vitória | 13–4   | Marcelo Costa                     | Finalização (Mata-leão)                | AFM - Animal Fight MMA-Tome Açu                   | 18/05/2019 | 0     | 0:00  | Brasil                         |                    |
| Derrota | 12-4   | Marcos Vinicius                   | Decisão - Unânime                      | TF 18 - Thunder Fight 18                          | 21/12/2018 |       |       | Estados Unidos                 |                    |
| Vitória | 12–3   | Alexandre Araujo                  | Nocaute Técnico (Socos)                | JF - Jabuka Fight 7                               | 23/11/2018 | 0     | 0:00  | Brasil                         |                    |
| Derrota | 11-3   | Rafael Barbosa                    | Finalização (Arm-Triângulo)            | Demolidor Fight MMA 13 - Barbosa vs. Conceicao    | 18/08/2018 |       |       | Brasil                         |                    |
| Derrota | 11-2   | Antônio Monteiro                  | Decisão - Unânime                      | Mr. Cage Championship - Mr. Cage 32               | 30/12/2017 |       |       | Brasil                         |                    |
| Vitória | 11–1   | Max Douglas                       | Nocaute Técnico                        | Oriximina Championships - In Search of Champions  | 30/09/2017 | 0     | 0:00  | Brasil                         |                    |
| Vitória | 10–1   | Willian Santos                    | Finalização (Chave de Tornozelo)       | PF - Porto Fight 10                               | 28/07/2017 | 0     | 0:00  | Brasil                         |                    |
| Vitória | 9–1    | Jeconias Dias Sandes              | Decisão - Unânime                      | PF - Porto Fight 9                                | 17/06/2017 | 0     | 0:00  | Brasil                         |                    |
| Derrota | 8-1    | Elismar Lima                      | Nocaute Técnico (Interrupção Médica)   | TFC: Titans Fighters Champions                    | 10/03/2017 | 1     | 5:00  | Brasil                         |                    |
| Vitória | 8–0    | Joao Ferreira Jr.                 | Submission (Rear Naked Choke)          | IFC: Instituto Fazendo Campeoes                   | 17/12/2016 | 1     | 3:37  | Brasil                         |                    |
| Vitória | 7–0    | Vitor Leandro                     | Finalização (Anaconda Estrangulamento) | MOF: Marajo Open Fight 2                          | 10/11/2016 | 1     | 1:50  | Soure, Pará                    |                    |
| Vitória | 6–0    | Severino Ramalho da Silva Jr      | Decisão - Unânime                      | SFC: Strike Fighting Championship 3               | 11/03/2016 | 3     | 5:00  | Belém, Pará                    |                    |
| Vitória | 5–0    | Jonas dos Santos                  | Decisão - Unânime                      | Revelation FC: Revelation Fighting Championship 3 | 29/01/2016 | 3     | 5:00  | Belém, Pará                    |                    |
| Vitória | 4–0    | Sergio Silva                      | Nocaute (Chute na Cabeça)              | PF: Porto Fight 7                                 | 19/12/2015 | 1     | 0:31  | Porto de Moz                   |                    |
| Vitória | 3–0    | Erwin Furtado                     | Nocaute (Chute na Cabeça)              | PF: Porto Fight 6                                 | 09/05/2015 | 1     | 3:42  | Porto de Moz                   |                    |
| Vitória | 2–0    | Adriel Santos Abreu               | Finalização (Chave de Tornozelo)       | XF: Xingu Fight 6                                 | 17/05/2014 | 3     | 3:00  | Porto de Moz                   |                    |
| Vitória | 1–0    | Benjamin Pantoja                  | Decisão (Dividida)                     | W Combat: Gurupa vs. Porto de Moz                 | 08/03/2014 | 3     | 5:00  | Porto de Moz                   | Estreia nos Leves. |